# ビッグ・ヒート
『ビッグ・ヒート』（原題：Heat）は、1986年のアメリカ合衆国のアクション映画。
ウィリアム・ゴールドマン原作の同名小説の映画化で、ゴールドマンは脚本も担当。バート・レイノルズ主演。日本では劇場未公開。

## キャスト
- ニック：バート・レイノルズ
- ホリー：カレン・ヤング
- サイラス：ピーター・マクニコル
- キャシー：ダイアナ・スカーウィッド
- ハワード・ヘスマン
- ニール・バリー
- ジョセフ・マスコロ
- アルフィー・ワイズ
- デボラ・ラッシュ
- ウェンデル・バートン
- ジョアン・ジャクソン
- ジョー・クレッコ

## リメイク
2015年にサイモン・ウェスト監督、ジェイソン・ステイサム主演で『ワイルドカード』としてリメイクされた。ゴールドマンが再び脚本を担当している。